# Замок Жлеби
Замок Жлеби (Жлебы) (чеш. Zámek Žleby) — один из средневековых замков Чехии, расположенный в одноименном поселении  в округе Кутна-Гора Среднечешского края. Замок был возведён в XIII веке, а в XIX столетии перестроен в неоготическом стиле.

## История замка

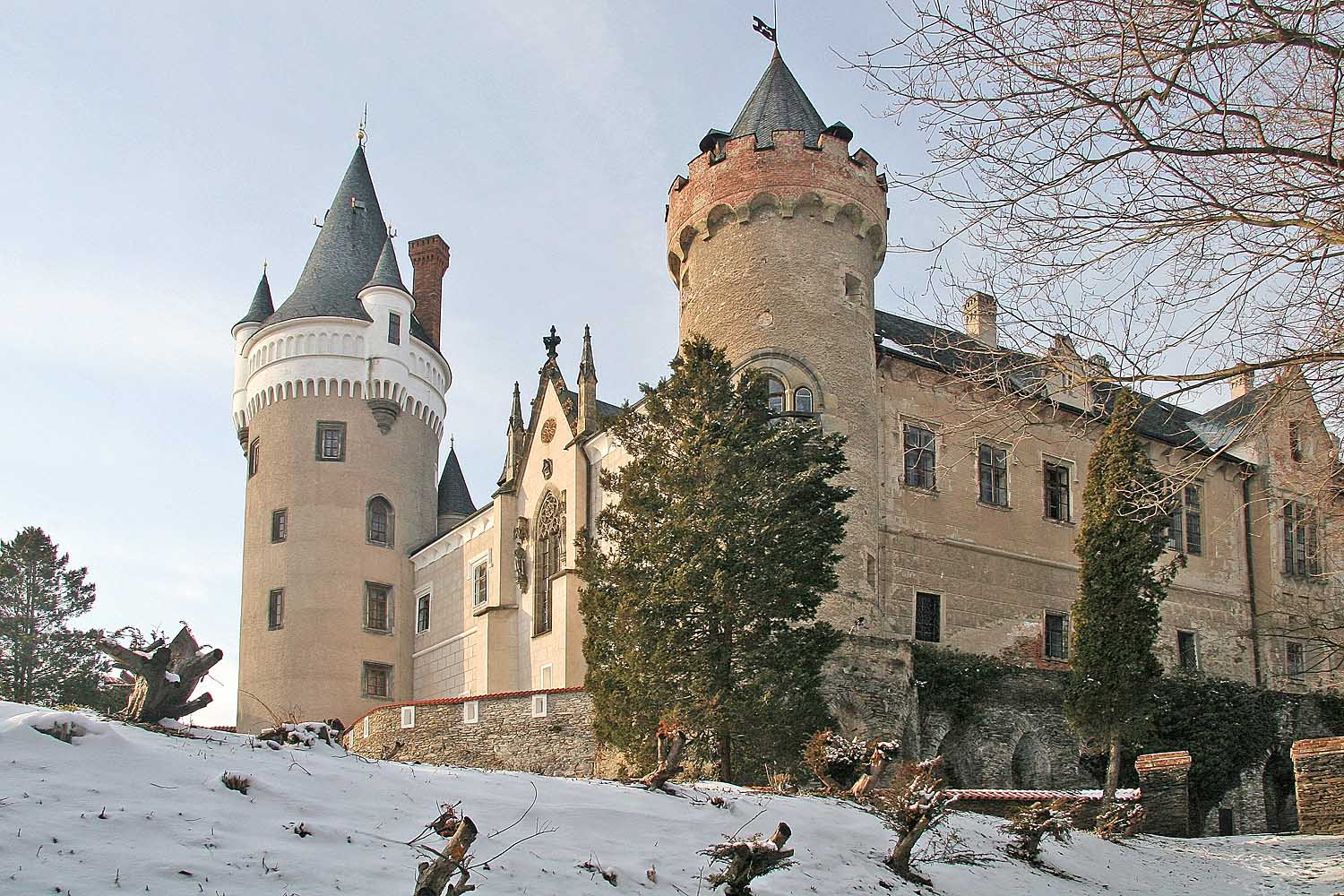
Вид на замок.

Замок Жлеби был заложен в XIII веке Смилом из Лихтенбурка (или его сыном Йиндржихом I). В источниках замок впервые косвенно упоминается под 1289 годом, а первое прямое упоминание о нём относится к 1297 году. Потомки Смила владели замком до 1356 года, когда замок и поместье у Анежки из Ландштейна (вдовы Гинека Лихтенбурка из Жлеби) купил король Карл Люксембург. Находясь в королевской собственности, замок предавался в держание за службу. В 70—80-х годах XIV века держателем замка и поместья был Маркварт из Вартенберка, который в 1388 году был отстранён от держания за участие в мятеже против короля Вацлава IV. В 1406 году замок и поместье купил кутногорский минцмейстер Петр Змрзлик Старший.
В период гуситских войн замок Жлеби в 1427 году был захвачен и разрушен войсками гуситов, однако позже войска короля Сигизмунда взяли замок штурмом. Новый владелец замка Йиржи из Дубы и Визмбурка (40-е годы XV века) восстановил замок и перестроил его в позднеготическом стиле. В XVII веке замок был перестроен в духе Ренессанса, а в 1734 году приобрёл вид резиденции в стиле барокко. Наконец в 1849—1868 годах под руководством архитекторов Фр. Шморанца и Б. Шкворы замок был реконструирован в модном в тот период неоготическом направлении, частично вернув себе первоначальный вид.
С XV века замок и поместье множество раз меняли собственников, в 1754—1942 годах ими владел род Ауэршперг. С периодом их владения замком связана легенда о призраке гувернантки, блуждающим по замку в строгом чёрном платье. В 1945 году замок был национализирован.

### Владельцы и держатели замка
- до 1289 — 1356: род Лихтенбурки
- 1356—1370: держатель Анежка из Ландштейна
- до 1377 — 1388: держатель Маркварт из Вартенберка
- 1396—1397: держатель Штепан из Опочна, вроцлавский гетман[1]
- 1397—1401: держатель Ярослав из Опочна, брат предыдущего
- 1401—1402: держатель Йиндржих Лацембок из Хлума
- 1402—1406: держатель Ольдржих из Градца
- 1406—1421: Петр Змрзлик Старший
- 1421—1436: Гашек Островски из Вальдштейна на Детемицах
- 1436 — ?: Йиржи из Дубы и Визмбурка
- ? — 1483: Ян из Яновиц
- 1483—1510: Ян Спетлем из Прудиц, зять предыдущего
- 1510—1522: Ян и Дивиш Жегушичти из Нестаёва
- 1522—1555: рыцарь Кунеш Богданецки из Годкова
- 1555—1562: Адам Богданецки из Годкова, сын предыдущего
- 1562—1575: Альжбета из Нестаёва, вдова предыдущего
- 1575 — ?: Вацлав Хотоутовски из Небовид
- 1615—1622: Гержман Чернин из Худениц
- 1622—1629: Карл Лихтенштейн
- 1629 — ?: Ян Трчка из Липы
- ? — 1634: Леонард Гелфрид из Меггау
- 1634—1662: дочери Леонарда Гелфрида из Меггау
- 1662—1723: Иоганн Франц фон Кайзерштейн
- 1723—1725: граф Карел Йахим Бреда
- 1725—1730: рыцарь Карл Рихард фон Шмидлин
- 1730 — ?: граф Франц фон Шонфельд
- ? — 1754: графиня Екатерина фон Шонфельд, дочь предыдущего
- 1754 — ?: Ян Адам фон Ауэршперг
- ? — 1811: Карл фон Ауэршперг, племянник предыдущего
- 1811 — ?: Винценц фон Ауэршперг, племянник предыдущего
- ? — 1867: Винценц Карл фон Ауэршперг, сын предыдущего
- 1867—1877: Вильгельмина фон Цоллоредо-Мансфельд, вдова предыдущего
- 1877 — ?: Франц Иосиф фон Ауэршперг, сын Винценца Карла
- ? — 1942: князь Фердинанд фон Ауэршперг
- 1942—1945: Мария фон Трауттмандорф